# Michael Turner
Michael Turner, född 9 november 1983 i London, England, är en engelsk professionell fotbollsspelare (försvarare).

## Klubbkarriär
Turner skrev sitt första professionella kontrakt 2002 med moderklubben Charlton där det dock aldrig blev några matcher utan han tillbringade en del av tiden på lån till Leyton Orient och Brentford. 
I november 2004 köpte Brentford Turner och skrev ett 2,5 årskontrakt med spelaren. Brentford spelade i Football League One och under sina två säsonger med laget vann Turner först utmärkelsen som "Players Player of the Year" 2004-2005 och sedan "Supporters Player of the Year" säsongen efter.
I juli 2006 slog Hull City klubbrekord för övergångssumma för en försvarsspelare när man betalade 350 000 pund för Turner. När Hull City tog sig till Premier League säsongen 2007-2008 var Turner en av lagets viktigaste spelare och blev utsedd till "Supporter Clubs Player of the Year" och "Players Player of the Year". I augusti 2009 länkades Turner samman med bland andra Liverpool och Manchester City, men hamnade till slut i Sunderland för en övergångssumma på 4 miljoner pund.
Den 11 juli 2017 värvades av EFL League One-klubben Southend United, där han skrev på ett ettårskontrakt. I juni 2018 förlängde Turner sitt kontrakt med ett år. Efter säsongen 2018/2019 fick han lämna klubben.